# Outlaw Reward
Outlaw Reward è un cortometraggio muto del 1912. Il nome del regista non viene riportato. I protagonisti sono Tom Mix e il suo famoso cavallo Old Blue.

## Produzione
Il film fu prodotto dalla Selig Polyscope Company

## Distribuzione
Distribuito dalla General Film Company, il film - un cortometraggio in due bobine - uscì nelle sale cinematografiche statunitensi nel 1912.